# Космохімія

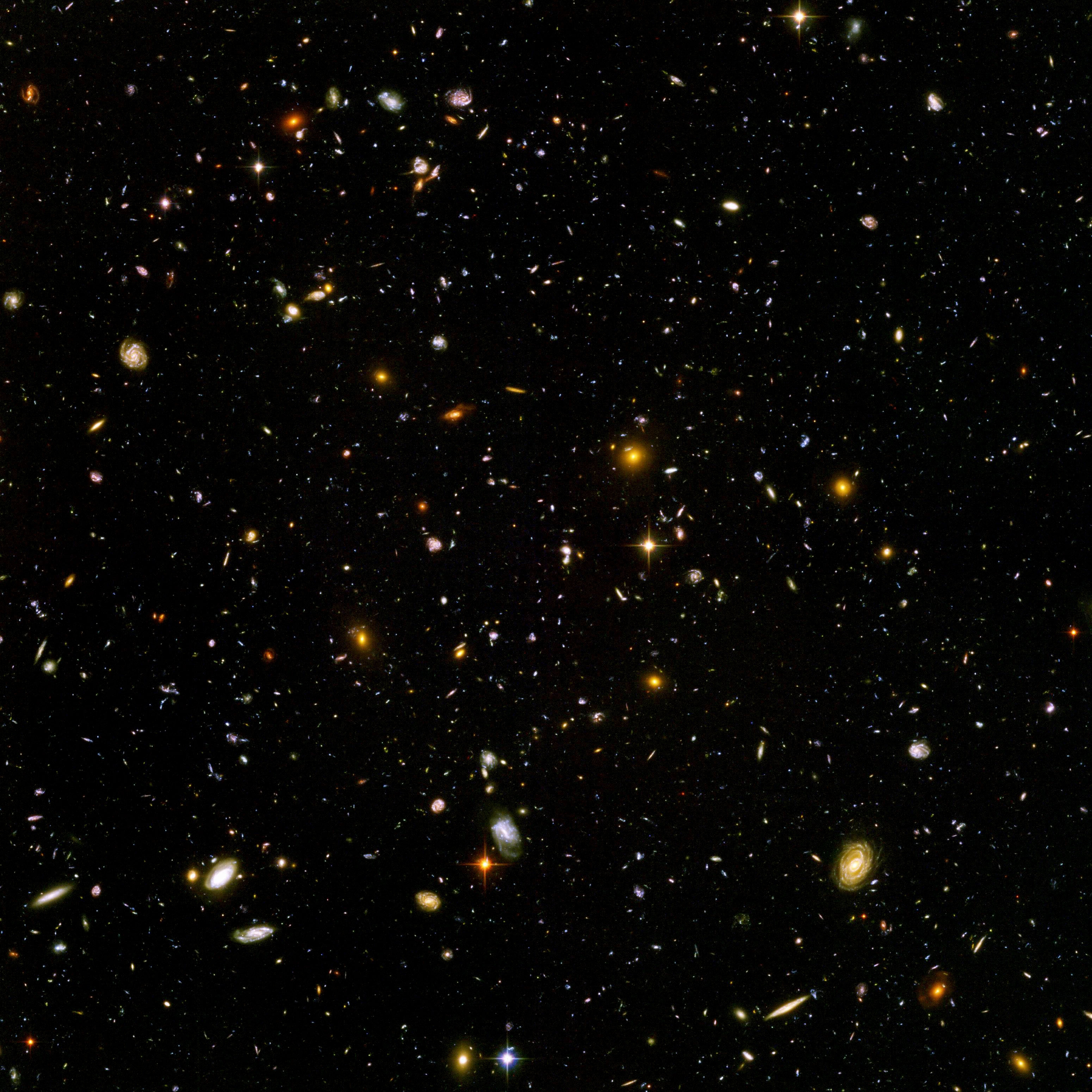
Всесвіт

Ко́смохі́мія — наука, яка вивчає хімічний склад космічних тіл і речовини, що заповнюють космічний простір, закони розподілу хімічних елементів у Всесвіті, процеси творення й міграції (переміщення) космічних речовин. Важливе завдання космохімії — вивчення еволюції (розвитку) космічних тіл і пояснення їх походжень.

## Загальне значення
Космохімія — розділ астрофізики, що вивчає хімічний склад космічних тіл та міжпланетного і міжзоряного середовища, походження хімічних елементів, їх поширення в космосі тощо. Інформацію про хімічний склад космічного населення дає спектральний аналіз.
Розшифрувавши спектр нашого денного світла, вчені дізнались, що на Сонці є близько 60 земних хімічних елементів. Елемент гелій навіть спочатку було виявлено на Сонці і лише потім знайдено на Землі.
Відомості про хімічний склад міжзоряного газу несуть радіохвилі.
Але ця наука досліджує космічну речовину і просто хімічними методами. Хімічний аналіз метеоритів показує, що космічна речовина не містить нічого несподіваного, такого, чого нема у нас на Землі. Останнім часом, у зв'язку зі значними успіхами космонавтики, реальною стає можливість за допомогою автоматичних розвідників дістати зразки речовин з інших планет — наприклад, Марса або Венери.
А місячний ґрунт, доставлений на Землю космонавтами і АС вже успішно досліджується.
Ми живемо у воднево-гелієвому світі, в якому решта елементів — лише домішки. Але без цих домішок не було б ні Землі, ні інших планет. Водень і гелій у Всесвіті становлять 99 %. Найбільше водню у зорях. А взагалі хімічний склад різних небесних тіл неоднаковий. Планети земної групи (Земля, Венера, Марс) і Місяць складаються з щільної кам'янистої речовини і металів. Речовина Меркурія ще щільніша. Планети юпітерової групи містять переважно легкі речовини — водень та його сполуки з вуглецем і азотом, меншу частину в них становлять кам'янисті речовини.

## Історія
Як самостійна наука космохімія почала складатися в XIX ст. одночасно з розвитком спектрального аналізу. Дослідження складу метеоритів і спектру видимого випромінювання Сонця дозволили укласти, що в космосі присутні ті ж хімічні елементи, що і на Землі.
Розвиток радіоастрономії та космічної техніки, польоти автоматичних станцій до планет Сонячної системи — Венери, Марса, Юпітера, Сатурна; польоти людини в навколоземний простір і на Місяць відкрили перед космохімією широкі можливості.
У 1938 році швейцарський мінералог Віктор Гольдшмідт і його колеги склали список того, що вони назвали «космічним внеском» на основі аналізу кількох земних і метеоритних зразків. Гольдшмідт виправдовував включення даних про склад метеоритів у свою таблицю тим, що земні породи зазнали значних хімічних змін через процеси, властиві Землі та атмосфері. Це означало, що вивчення виключно земних порід не дасть точної загальної картини хімічного складу космосу. Таким чином, Гольдшмідт дійшов висновку, що позаземний матеріал також повинен бути включений для отримання більш точних і надійних даних. Це дослідження вважається основою сучасної космохімії.
Протягом 1950-х і 1960-х років космохімія стала більш прийнятною як наука. Гарольд Юрі, якого багато хто вважає одним із батьків космохімії, займався дослідженнями, які зрештою привели до розуміння походження елементів і хімічного складу зірок. У 1956 році Юрі та його колега, німецький вчений Ганс Зюсс, опублікували першу таблицю космічної поширеності, що включає ізотопи на основі аналізу метеоритів.
Тривале вдосконалення аналітичних приладів протягом 1960-х років, особливо мас-спектрометрії, дозволило космохімікам виконувати детальний аналіз ізотопного вмісту елементів у метеоритах. у 1960 році Джон Рейнольдс шляхом аналізу короткоживучих нуклідів у метеоритах визначив, що елементи Сонячної системи були сформовані перед самою Сонячною системою, яка почала встановлювати хронологію процесів ранньої Сонячної системи.

## Дослідження
Основну масу речовини Всесвіту складають водень і гелій. На долю водню припадає ~ 80 % маси Юпітера та ~ 60 % маси Сатурна. У складі сонячної атмосфери близько 82 % водню і 18 % гелію. Утворення ядер інших хімічних елементів пов'язане з різними ядерними реакціями, що проходять в надрах зірок. Тому на різних етапах своєї еволюції зірки і зоряні системи мають неоднаковий хімічний склад. Відомі зірки, в оптичному спектрі яких незвично яскраві лінії літію, магнію, барію.
Згідно з результатами проведених досліджень, атмосфера Венери складається з вуглекислого газу CO2 з домішкою в невеликих кількостей (~0,1 %) води і кисню.
Атмосфера Марса також складається в основному з CO2 з домішками азоту (0,5—5 %), аргону і води; вміст вільного кисню не перевищує 0,3 % від кількості вуглекислого газу.
Між космічними тілами безперервно відбувається обмін речовин. За мінімальною оцінкою, на поверхню Землі щорічно випадає не менше 10 т космічного пилу.
У міжзоряному просторі було виявлено атоми багатьох елементів і прості молекули: H2, O2, N2, CO, NH3, та інші — понад 20 різних видів молекул, зокрема навіть полімерних — поліформальдегіду і поліацетилену. Концентрація молекул інших речовин в космічному просторі в 10-100 млн разів менша за концентрацію атомів водню.